# Gonomyia (Gonomyia) furcula furcula
Gonomyia (Gonomyia) furcula furcula is een ondersoort van de tweevleugelige Gonomyia (Gonomyia) furcula uit de familie steltmuggen (Limoniidae). De ondersoort komt voor in het Neotropisch gebied.